# Кледен
Кледен (њем. Klöden) општина је у њемачкој савезној држави Саксонија-Анхалт. Једно је од 39 општинских средишта округа Витенберг. Према процјени из 2010. у општини је живјело 619 становника. Посједује регионалну шифру (AGS) 15091170, NUTS (DEE0E) и LOCODE (DE KDN) код.

## Географски и демографски подаци
Кледен се налази у савезној држави Саксонија-Анхалт у округу Витенберг. Општина се налази на надморској висини од 73 метра. Површина општине износи 14,9 km². У самом мјесту је, према процјени из 2010. године, живјело 619 становника. Просјечна густина становништва износи 41 становника/km².